# Rohde & Schwarz

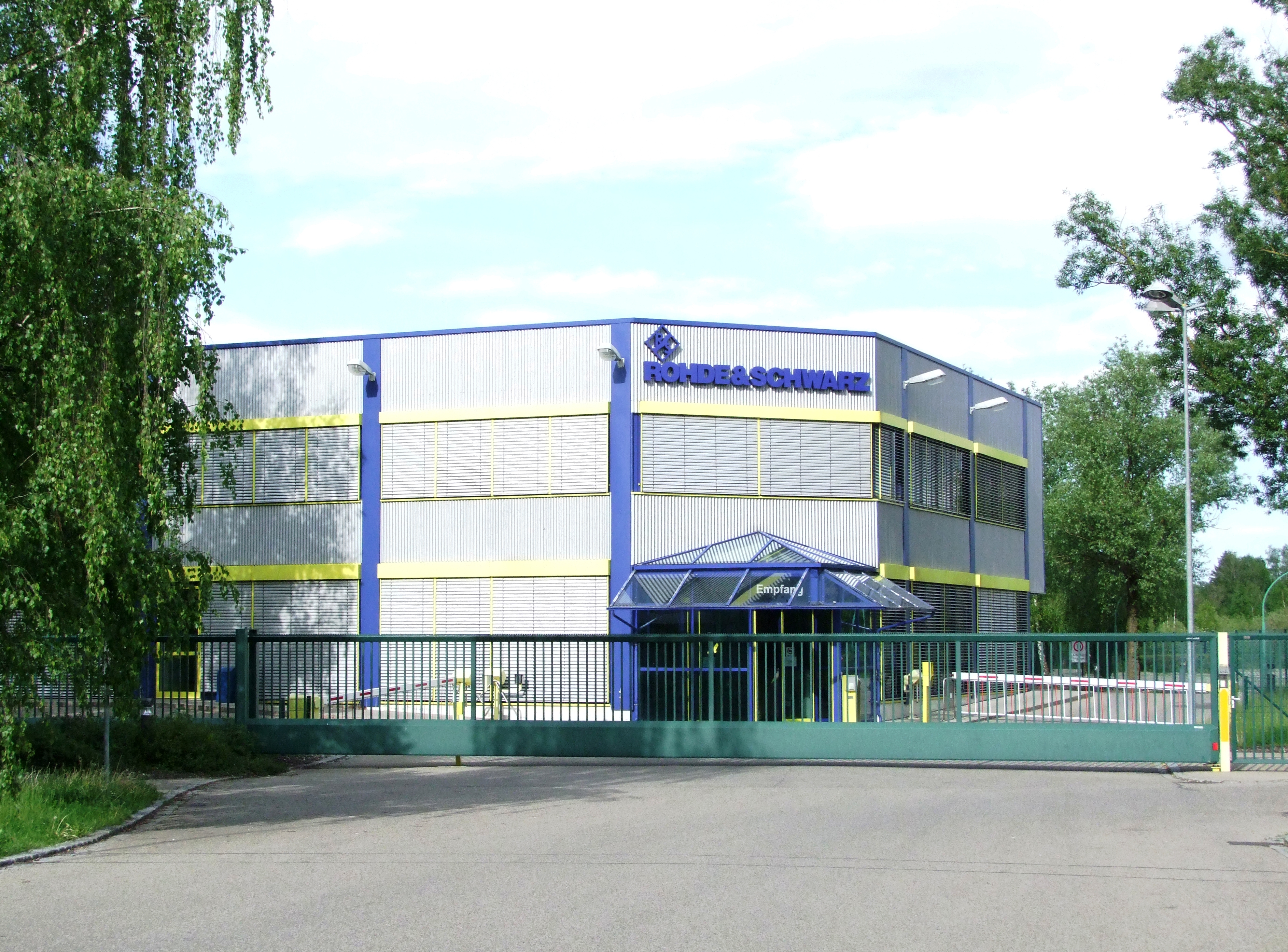
Rohde & Schwarz i Memmingen.

Rhode & Schwarz är en tysk elektronikkoncern inom bland annat mobilradio- och radiokommunikation, TV-sändningar samt test- och mätningsutrustning. Huvudkontoret ligger i München. Företaget etablerades 1984 i Sverige.

## Historik

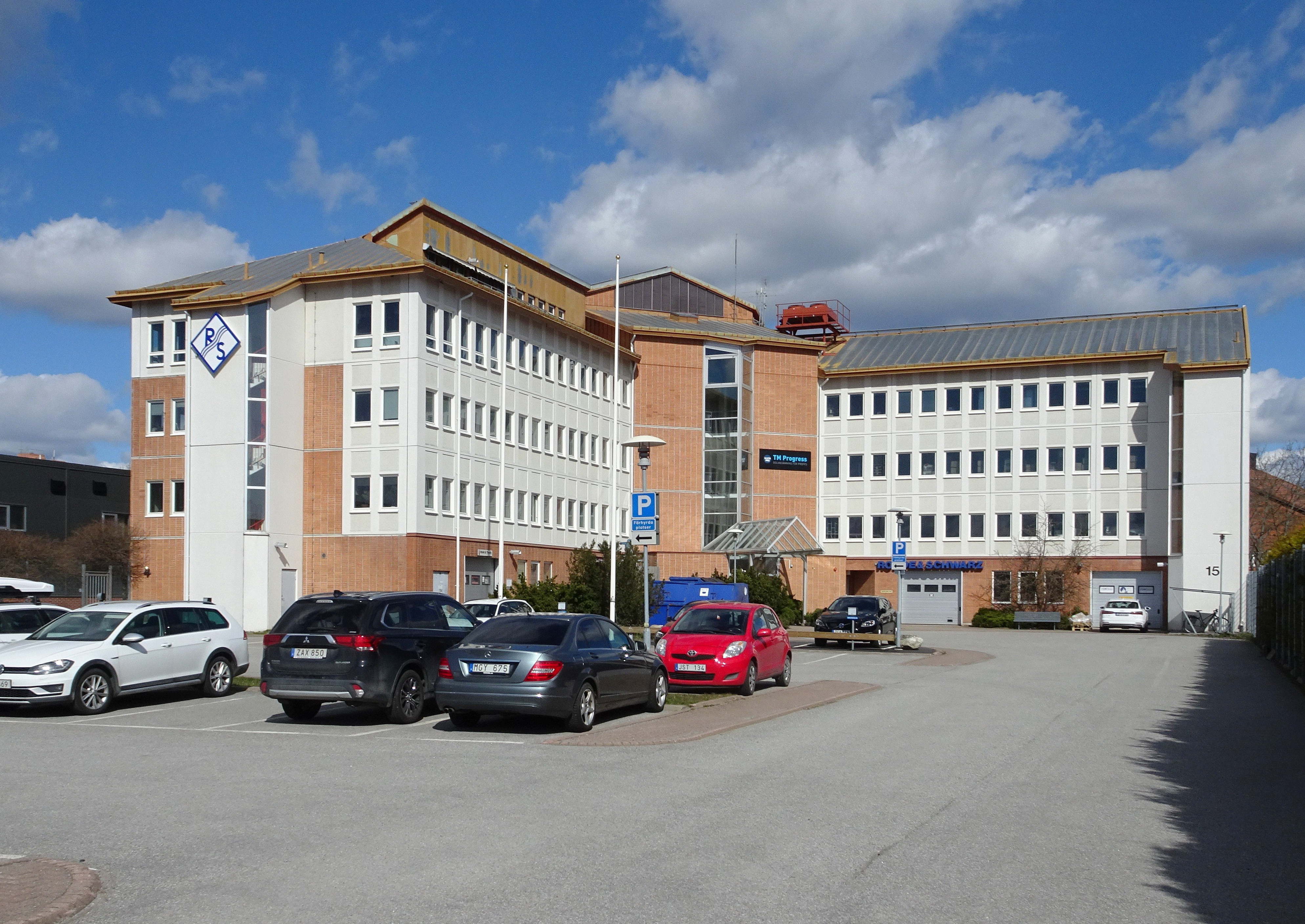
Rohde & Schwarz i Stockholm.

Företaget  Rhode & Schwarz grundades den 17 november 1933 av högfrekvensteknikern Lothar Rohde (1906–1985) och vetenskapsmannen Herman Schwarz (1908–1995) sedan de 1932 utvecklade sina första mätinstrument för Hermsdorf-Schomburg-Isolatoren-Gesellschaft. 1937 flyttade företaget till München, då fanns 35 medarbetare och ett 20-tal produkter. 1938 utvecklade företaget världens första bärbara kvartsur, det vägde 36 kg. 1941 bildades Messgerätebau GmbH (dagens Rohde & Schwarz Messgerätebau GmbH). 1956 flyttade Rohde & Schwarz till sin nuvarande adress i München. 1995 upprättade Rohde & Schwarz världens första sändningsnätverk för Digital Audio Broadcasting (DAB). Genom inköp av flera konkurrenter i både in- och utlandet växte företaget till ett av världens största i sin bransch med totalt cirka 13 800 medarbetare i över 70 länder och en omsättning (2023) av 2,78 miljarder Euro.

### Sverige
Rohde & Schwarz Sverige AB är ett helägt dotterbolag till Rohde & Schwarz GmbH & Co KG. Företaget etablerades 1984 på den svenska marknaden. Huvudkontoret ligger sedan 1999 på Flygfältsgatan 15 i Skarpnäck företagsområde, södra Stockholm.